# أحمد خليل إسماعيل البياتي
أحمد خليل إسماعيل البياتي وهو سياسي عراقي شغل منصب عضو في مجلس النواب العراقي في دورته الأولى من عام 2008 إلى 2010 بديلا عن النائب سلام عودة فالح المالكي الذي استقال من المجلس لأسباب شخصية.